# Watchmen (série de televisão)
Watchmen é uma Minissérie dramática de super-herói americana que continua a série em quadrinhos de 1987 da DC Comics, Watchmen, criada por Alan Moore e Dave Gibbons. A Minissérie foi criada por Damon Lindelof para HBO, com Lindelof servindo como produtor executivo e roteirista. Seu conjunto de elenco inclui Regina King, Don Johnson, Tim Blake Nelson, Yahya Abdul-Mateen II, Andrew Howard, Jacob Ming-Trent, Tom Mison, Sara Vickers, Dylan Schombing, Louis Gossett Jr., Jeremy Irons, Jean Smart e Hong Chau.
Lindelof comparou a Minissérie de televisão como um "remix" da série limitada de quadrinhos original. Enquanto a série é tecnicamente uma sequência, qual toma lugar 34 anos após os eventos dos quadrinhos dentro da mesma realidade alternativa, Lindelof queria introduzir novos personagens e conflitos que criariam uma nova história dentro da continuidade de Watchmen, em vez de fazer um reboot. A minissérie foca nos eventos envolvendo as tensões raciais em Tulsa, Oklahoma, em 2019. Um grupo supremacista branco chamado Seventh Kavalry (Sétima Kavalaria) tem tomado as armas contra o Departamento de Polícia de Tulsa por causa de percebidas injustiças raciais, levando a polícia a esconder suas identidades com máscaras para prevenir a Seventh Kavalry de atingir eles em suas casas, como ocorreu na chamada White Night (Noite Branca). Angela Abar (King), uma detetive conhecida como Sister Night, investiga o assassinato de seu amigo e superior, Judd Crawford (Johnson), e descobre segredos envolvendo as situações ao redor do vigilantismo.

## Sinopse
Watchmen toma lugar 34 anos após os eventos da série de quadrinhos. Ambientado na realidade alternativa do século XX dos quadrinhos, vigilantes, uma vez vistos como heróis, têm sido proibidos devido aos seus métodos violentos. Em 1985, Adrian Veidt, anteriormente conhecido como o vigilante Ozymandias, criou um falso ataque na cidade de Nova York por um alienígena como uma lula que resultou em milhões sendo mortos dentro de Nova York, coagindo nações para trabalharem contra uma ameaça comum e para evitar um holocausto nuclear. As ações de Veidt enojaram seus anteriores companheiros nos Watchmen; com Rorschach planejando contar para o mundo das más ações de Veidt antes dele ser vaporizado pelo Doctor Manhattan, que subsequentemente deixou o planeta, inconsciente que Rorschach anteriormente tinha enviado seu diário para ser publicado.
A série toma lugar em 2019 em Tulsa, Oklahoma. Um grupo supremacista branco, a Seventh Kavalry, inspirado pelos escritos e imagem mascarada de Rorschach, travam uma guerra violenta contra minorias e a polícia que estabeleceu reparações para vítimas de injustiça racial. Na Véspera de Natal de 2016, durante um evento que veio para ser conhecido como a "White Night," a Seventh Kavalry atacou as casas de 40 oficiais de polícia do Departamento de Tulsa. Daqueles que sobreviveram, apenas dois permaneceram com a força: a detetive Angela Abar e o chefe Judd Crawford. Como a força de polícia foi reconstruída, leis foram aprovadas que requereram aos policiais a não divulgação de sua profissão, e a proteção de sua identidades enquanto estão no trabalho usando máscaras, o que inclui ser permitido oficiais de polícia fantasiados.

## Elenco e personagens
Artigo principal: Lista de personagens de Watchmen

### Principal
- Regina King como Angela Abar / Sister Night, uma Detetive do Departamento de Polícia de Tulsa (DPT) que veste um hábito de freira e uma balaclava. Faithe Herman retrata uma jovem Angela Abar.
- Don Johnson como Judd Crawford, o Chefe do DPT e membro da Seventh Kavalry.[a]
- Tim Blake Nelson como Wade Tillman / Looking Glass, um detetive e psicólogo do DPT que usa uma máscara refletiva. Phil Labes retrata um Wade adolescente.
- Yahya Abdul-Mateen II como Calvin "Cal" Abar, marido de Angela quem tem tomado para ser a forma de Jonathan "Jon" Osterman / Doctor Manhattan. Darrell Snedeger e Zak Rothera-Oxley retratam um jovem Jon Osterman.[6]
- Andrew Howard como Red Scare, um detetive do DPT que usa uma máscara predominantemente vermelha e fala com sotaque russo.
- Jacob Ming-Trent como Panda, um detetive da Polícia de Tulsa que usa uma cabeça de panda gigante como uma máscara.
- Tom Mison como Mr. Phillips, uma série de clones masculinos servindo como serventes de Veidt. 
  - Mison também interpreta o Game Warden, um misterioso e poderoso clone que mantém Adrian na linha.
- Sara Vickers como Ms. Crookshanks, uma série de clones femininos servindo como serventes de Veidt.
- Dylan Schombing como Christopher "Topher" Abar (nascido Doyle), filho adotado de Angela cujos pais biológicos, os Doyles, foram mortos durante os eventos da White Night.
- Louis Gossett Jr. como Will Reeves, avô de Angela, anteriormente conhecido como Hooded Justice, um dos primeiros heróis mascarados que inspiraram os Minutemen. Jovan Adepo retrata um jovem Will Reeves.
- Jeremy Irons como Adrian Veidt / Ozymandias, um ex-homem de negócios e o vigilante Ozymandias, o "homem mais inteligente do mundo". Ele está agora vivendo como um lorde aristocrata de uma mansão de campo.[7][8]
- Jean Smart como Laurie Blake (nascida Juspeczyk), anteriormente a segunda Silk Spectre e mais tarde conhecida como a Comedienne, que tem desde então se tornado uma agente especial do FBI e uma membro da Força-tarefa Anti-Vigilante.[9]
- Hong Chau como Lady Trieu, a dona da Trieu Industries, uma corporação que comprou a Veidt Enterprises seguindo notícias de sua morte, e mais tarde revelada como a filha de Veidt por inseminação artificial.[10]

### Recorrente
- James Wolk como Senator Joe Keene Jr., um Senador Republicano e líder da Seventh Kavalry que almeja em se tornar Presidente. Seu pai é responsável pelo Keane Act banindo o vigilantismo mascarado.
- Frances Fisher como Jane Crawford, esposa de Judd que é membro da Seventh Kavalry.[11]
- Jessica Camacho como Pirate Jenny, uma membro da polícia de Tulsa que veste um traje inspirado em piratas.
- Dustin Ingram como Dale Petey, um agente do FBI que se junta a Laurie em investigar um assassinato em Tulsa. Ele é também o vigilante mascarado nomeado como "Lube Man", quando seguindo e mais tarde perseguido por Angela.
- Adelynn Spoon como Emma Abar, primeira filha mais nova adotada de Angela e Cal.
- Lily Rose Smith como Rosie Abar, segunda filha mais velha adotada de Angela e Cal.
- Steven Norfleet como O.B. Williams, o último pai de Will Reeves, e bisavô de Angela Abar.
- Alexis Louder como Ruth Williams, a mãe tardia de Will Reeves e bisavó de Angela Abar.

### Ator convidado
- Cheyenne Jackson como um ator retratando Hooded Justice em American Hero Story.
- Henry Louis Gates Jr. como ele mesmo, quem segura a posição de Secretário do Tesouro dos Estados Unidos.
- Jim Beaver como Andy, avô de Topher.
- Lee Tergesen como Mister Shadow, um vigilante que é atraído por Laurie Blake.
- David Andrews como Deputy Director Max Farragut, superior de Laurie Blake e Dale Petey.
- Jolie Hoang-Rappaport como Bian, ostensivamente filha de Lady Trieu, que na realidade é uma jovem clone da mãe de Trieu.
  - Elyse Dinh retrata a mãe de Trieu, a original Bian.
- Michael Imperioli como ele mesmo, em um anúncio para a cidade de Nova Iorque.[12]
- Chris Whitley como um ator que retrata Captain Metropolis em American Hero Story.
- Paula Malcomson como Renee, uma radiologista que é membro da Seventh Kavalry.
- Jake McDorman como Nelson Gardner / Captain Metropolis, um dos membros fundadores dos New Minutemen.
- Glenn Fleshler como Fred, um comerciante racista quem entra em conflito com Will.
- Danielle Deadwyler como June, esposa de Will e avó de Angela que trabalha como uma repórter. Valeri Ross retrata uma velha June.
- Anthony Hill como Marcus Abar, pai de Angela Abar, o pai de Angela Abar que é morto por um homem-bomba suicida.
- Devyn A. Taylor como Elise Abar, a mãe de Angela Abar que é morta por um homem-bomba suicida.

## Episódios
| N.º | Título                                       | Dirigido por        | Escrito por                         | Exibição original      | Cód. de produção | Audiência nos EUA (milhões) |
| --- | -------------------------------------------- | ------------------- | ----------------------------------- | ---------------------- | ---------------- | --------------------------- |
| 1 | "It's Summer and We're Running Out of Ice"   | Nicole Kassell      | Damon Lindelof                      | 20 de outubro de 2019  | 101              | 0.799                       |
| Durante o massacre da Black Wall Street de Tulsa em 1921, uma criança negra perde seus pais O.B. e Ruth no subsequente caos e escolta um bebê órfão para a segurança. Noventa e oito anos mais tarde, o mascarado Officer Charlie Sutton é hospitalizado após ser baleado por um membro da Seventh Kavalry. Chief Judd Crawford chama por retaliação para caçar abaixo o atirador. Angela Abar ouve do tiroteio e caça abaixo um suspeito sob sua persona secreta, Sister Night. Com ajuda de outro oficial de polícia fantasiado, Wade Tillman/Looking Glass, Angela deduz a localização do atirador em um rancho de gado usado pela Kavalry com outros membros da Kavalry. Angela, Judd, e outros oficiais caçam eles abaixo; instigando um tiroteio que resulta nas mortes de todos os membros presentes da Kavalry, incluindo o atirador. Algum tempo após o tiroteio, Judd corre através de uma faixa de espigão enquanto dirigindo para o hospital para visitar Sutton. Angela recebe uma chamada de alguém que instrui ela para encontrar alguma coisa em uma árvore do campo. Ela se direciona para a locação, onde ela encontra homem negro idoso em uma cadeira de rodas abaixo de um enforcado Judd. Enquanto isso, um velho lorde vivendo em uma propriedade rural não especificada escreve uma peça chamada The Watchmaker's Son e celebra um "aniversário" com seus dois serventes.                               |                                              |                     |                                     |                        |                  |                             |
| 2 | "Martial Feats of Comanche Horsemanship"     | Nicole Kassell      | Damon Lindelof & Nick Cuse          | 27 de outubro de 2019  | 102              | 0.765                       |
| Na Primeira Guerra Mundial, O.B., um soldado no exército americano, embolsa um pedaço de propaganda alemã desafiando sua igualdade racial. No presente, Angela leva o homem idoso que ela encontrou abaixo da árvore. Ele ele diz que seu nome é Will e afirma para ser seu avô, qual ela mais tarde valida. A polícia prende vários suspeitos de Nixonville sob suspeita do linchamento de Judd. Will avisa Angela da duplicidade de Judd, qual ela inicialmente duvida. Durante a vigília de Judd entretanto, enquanto procurando em sua casa, ela descobre um traje da Ku Klux Klan em um ármario secreto enquanto investigando sua casa. Ela pergunta para Will como ele sabia, sem sucesso, e ela vai para prender ele. Quando ela coloca ele em seu carro, uma nave voadora deixa cair um eletroímã e leva o veículo longe com Will nisso, deixando cair a propaganda alemã que seu pai tinha dado para ele. Enquanto isso, o Lord assiste Mr. Phillips e Ms. Crookshanks apresentarem sua peça: um reconto das origens de Doctor Manhattan. Inesperadamente, o Lord incinera Mr. Phillips como parte da peça, e nomeia um de seus outros serventes—aparentemente clones de Phillips e Crookshanks—o novo "Mr. Phillips." |                                              |                     |                                     |                        |                  |                             |
| 3 | "She Was Killed by Space Junk"               | Stephen Williams    | Damon Lindelof & Lila Byock         | 3 de novembro de 2019  | 103              | 0.648                       |
| Após fingir um assalto a banco para atrair fora um vigilante, Agent Laurie Blake, da Anti-Vigilante Task Force do FBI é convidada para investigar o assassinato de Judd por ambos FBI e Senator Joe Keene Jr. Laurie rastreia a polícia de Tulsa e prende suspeitos de Kavalry e aprende sobre o funeral de Judd, onde faz contato com Angela. Um membro da Kavalry usando um colete suicida tenta capturar Joe, mas Laurie o mata enquanto Angela salva os outros participantes. Mais tarde, Laurie conversa com Angela, discutindo os passos da cadeira de rodas no linchamento de Judd e no armário secreto de Judd; avisando-a para não proteger Judd. Naquela noite, Laurie usa uma cabine telefônica especial para contar ao doutor Manhattan uma "piada de tijolos" enquanto ele está em Marte. Quando ela sai, o carro vazio de Angela cai na frente dela. Ela olha para cima, vê Marte e ri. Enquanto isso, o lord testa sem sucesso um traje de proteção com um clone de Phillips. Ele caça um bisão por sua pele mais espessa, mas é interrompido pelo "Game Warden", que mais tarde escreve para lembrar ele dos termos de sua prisão. O lord responde em uma carta reconhecendo esses termos, assinando-o como Adrian Veidt e sai para caçar novamente com sua roupa de Ozymandias. |                                              |                     |                                     |                        |                  |                             |
| 4 | "If You Don't Like My Story, Write Your Own" | Andrij Parekh       | Damon Lindelof & Christal Henry     | 10 de novembro de 2019 | 104              | 0.707                       |
| Lady Trieu compra fora as terras agrícolas de um casal de Oklahoma apenas momentos antes de um objeto do espaço colidir com sua propriedade para reivindicar sua propriedade. Angela aprende sobre os pais de Will no centro histórico, quando ela ouve seu acidente de carro do lado de fora e conhece Laurie, encontrando um frasco de comprimidos dentro. Mais tarde, Angela deixa o frasco de comprimidos e a roupa KKK de Judd com Looking Glass, e falha em capturar um vigilante desconhecido que testemunhou ela dispor da cadeira de rodas de Will. Laurie encontrou as impressões digitais de Will no carro de Angela, bem como uma conexão com as instalações de Trieu no Relógio do Milênio. Trieu fornece a eles uma lista de pessoas com acesso a novos drones de pesos leves e, em vietnamita, diz a Angela que Will se pergunta se ela recebeu o frasco de comprimidos. Naquela noite, Trieu fala com Will sobre ser franco com Angela, mas com os eventos que virão à tona em alguns dias, ele prefere que ela descubra por si mesma. Enquanto isso, a Veidt coleta fetos de um lago para cultivar novos clones de Phillips e Crookshanks depois de matar todos os existentes. Com a ajuda deles, Veidt lança os cadáveres por catapulta para testar os limites de sua prisão. |                                              |                     |                                     |                        |                  |                             |
| 5 | "Little Fear of Lightning"                   | Steph Green         | Damon Lindelof & Carly Wray         | 17 de novembro de 2019 | 105              | 0.752                       |
| Wade sofre de PTSD como sobrevivente do ataque da lula de Veidt em 1985. Laurie toma a mesa de Wade e sabe que Angela perguntou para ele sobre os comprimidos. A anterior mulher de Wade, Cynthia, diz que os comprimidos são nostalgia, que contêm as memórias de outras pessoas. Os Kavalry atraem Wade para um armazém, onde estão testando um portal de teletransporte. Joe explica que ele e Judd são membros da Kavalry tentando mantê-los sob controle. Joe coage a ajuda de Wade para saber o que Angela sabe sobre a morte de Judd após mostrar para ele um vídeo de Veidt, feito um dia antes do ataque de 1985 e se dirigir ao futuro presidente Robert Redford, explicando seu plano a longo prazo; abalando Wade até seu âmago. Na estação, no dia seguinte, Wade leva Angela a declarar que seu avô estava por trás da morte de Judd. Laurie ouve isso através do bug de áudio e prende Angela, mas não antes de ingerir os comprimidos. Wade volta para casa depois do trabalho e os membros da Kavalry chegam com armas. É revelado que a prisão de Veidt está em Europa, e organiza os corpos congelados de seus servos para soletrar "SAVE-ME" então eles irão ser visíveis para uma sonda espacial de passagem. Entretanto, ele é puxado de volta para a prisão e preso pelo Game Warden. |                                              |                     |                                     |                        |                  |                             |
| 6 | "This Extraordinary Being"                   | Stephen Williams    | Damon Lindelof & Cord Jefferson     | 24 de novembro de 2019 | 106              | 0.620                       |
| Laurie tenta fazer Angela concordar com o tratamento antes que a Nostalgia comece, mas é tarde demais, quando este começa a experimentar as memórias de seu avô. Em 1938, Will ingressa no Departamento de Polícia de Nova York, que está repleto de racismo. Depois de descobrir uma trama chamada "Ciclope", seus colegas oficiais brancos o espancaram e o enforcaram de uma árvore, derrubando-o no último momento para avisá-lo para não interferir nos assuntos brancos. Enquanto caminhava para casa, ele veste uma máscara e um capuz para combater homens que atacam um jovem casal. Ele é chamado de herói no dia seguinte e é apoiado por sua esposa June; assumindo a persona de "Justiça Encapuzada". Will é convidado a se juntar aos Minutemen pelo capitão Metropolis e começa um caso com ele enquanto June fica grávida. Quando Will descobre que "Ciclope" é um plano do KKK de hipnotizar os negros para provocar tumultos entre si, Will pede a ajuda dos Minutemen para frustrar a trama, mas o capitão Metropolis se recusa. Enfurecido, Will desmonta a operação por conta própria, matando todos os envolvidos. June, chocado com a raiva consumidora de Will, o deixa e leva o filho em crescimento "para casa" em Tulsa. No quase presente, Will usa uma forma modificada da tecnologia hipnótica para fazer Judd se enforcar. Angela acorda nos aposentos de Trieu, que a trata pela nostalgia.     |                                              |                     |                                     |                        |                  |                             |
| 7 | "An Almost Religious Awe"                    | David Semel         | Stacy Osei-Kuffour & Claire Kiechel | 1 de dezembro de 2019  | 107              | 0.779                       |
| Angela continua sendo tratada pela nostalgia, como suas lembranças de perder os pais e a avó June no Vietnã se misturam com às de Will. Ela também descobre que as cabines telefônicas de Manhattan supostamente conectadas a Marte para as instalações de Trieu antes de Trieu mesma dizer para ela que Doctor Manhattan está na Terra, em Tulsa, disfarçado de humano. Após descobrir o plano da Kavalry planeja capturar e destruir Manhattan para se tornar como ele, Trieu planeja em ativar o Millennium Clock dentro de uma hora para salvar o mundo. Angela se liberta, corre para casa e, conta para Cal que ela ama ele como marido - chamando ele pelo nome Jon - antes de ela golpear a cabeça dele e puxar um pequeno disco em forma do símbolo de Manhattan; seu corpo começa a brilhar azul. Laurie vai falar com Jane Crawford sobre a morte de seu marido, mas cai em um alçapão e é levada para a sede da Kavalry, onde Joe revela seu plano de capturar Manhattan para restaurar a supremacia branca. O parceiro de Laurie, Petey tenta rastrear Looking Glass, encontrando seu abrigo cheio de homens mortos da Kavalry, mas nenhum sinal dele. Enquanto isso, Veidt é submetido a um julgamento de um ano pelo Game Warden, que ele trata como uma farsa. |                                              |                     |                                     |                        |                  |                             |
| 8 | "A God Walks into Abar"                      | Nicole Kassell      | Jeff Jensen & Damon Lindelof        | 8 de dezembro de 2019  | 108              | 0.822                       |
| No Vietnã de 2009, o Dr. Manhattan tenta convencer Angela a jantar com ele na noite seguinte, pois eles se apaixonarão mais tarde. Angela é altamente cética, mas Manhattan, depois de explicar sua experiência não linear com o tempo, explica que ele criava vida na Europa desde 1985 e que em 2019, ele se apaixonará por ela no momento em que está prestes a ser levado. pelo sétimo Kavalry. Ele explica como ele assumiu a identidade de Cal para se misturar e usou um dispositivo criado por Veidt para lhe dar amnésia sobre sua verdadeira identidade até que fosse necessário que Angela removesse. A pedido de Veidt, Manhattan o transportou para Europa e também visitou Will para incentivá-lo a ajudar Angela em 2019. Angela, falando com Manhattan em 2019, pede que ele pergunte a Will em 2009 como ele sabia dos segredos de Judd, mas percebe que ela deu isso. ideia para Will agora. Enquanto os Kavalry se preparam para atacar, Angela vai proteger Manhattan, que vê isso como o momento em que ele se apaixonou por ela e a ajuda a afastá-los; sabendo que um último membro da Kavalry permaneceu vivo para usar um canhão de tachyon para capturá-lo. Em 2009, Angela aceita a proposta de jantar de Manhattan. Em uma cena pós-créditos, o Game Warden dá a Veidt em cativeiro outro bolo de aniversário. Veidt encontra uma ferradura assada dentro e alegre começa a cavar um túnel de fuga. |                                              |                     |                                     |                        |                  |                             |
| 9 | "See How They Fly"                           | Frederick E.O. Toye | Nick Cuse & Damon Lindelof          | 15 de dezembro de 2019 | 109              | 0.935                       |
| Trieu resgata seu pai, Veidt, de Europa, como ela o quer, e Bian, um clone de sua mãe, presente quando ativa uma máquina que desenvolveu para roubar o poder de Manhattan para si mesma. Os Kavalry, trabalhando com a liderança do Ciclope, capturam Manhattan enquanto Joe se prepara para assumir seus poderes. Laurie descobre que Wade está vivo, disfarçado de membro da Kavalry. Assim que os Kavalry ativam seu sistema, Trieu teleporta a instalação para o centro de Tulsa, encontrando Joe escorrendo e matando a liderança do Ciclope. Antes de Trieu matá-lo, Manhattan usa a distração para teletransportar Veidt, Laurie e Wade para Karnak, onde Veidt refaz seu sistema de chuva para enviar lulas congeladas para pulverizar o dispositivo de Trieu; matando Trieu no processo. Angela se refugia no teatro onde Will e seus filhos estão, onde Will explica que Manhattan havia trabalhado com ele para obter essa conclusão necessária. Laurie e Wade levam Veidt à justiça usando a cópia do vídeo de 1985. Enquanto limpa os ovos da noite anterior, Angela se lembra da declaração de Manhattan sobre a transferência de seus poderes através de um meio orgânico. Encontrando um ovo ininterrupto, Angela o come e tenta andar sobre a água quando viu Manhattan fazer a noite anterior. |                                              |                     |                                     |                        |                  |                             |

## Produção

### Desenvolvimento
Rumores de uma potencial adaptação da série de televisão de Watchmen surgiu pela primeira vez em outubro de 2015, com HBO em discussões preliminares com Zack Snyder, diretor do filme de 2009, Watchmen. HBO mais tarde confirmou que eles estavam procurando desenvolver uma série de Watchmen em novembro de 2015.

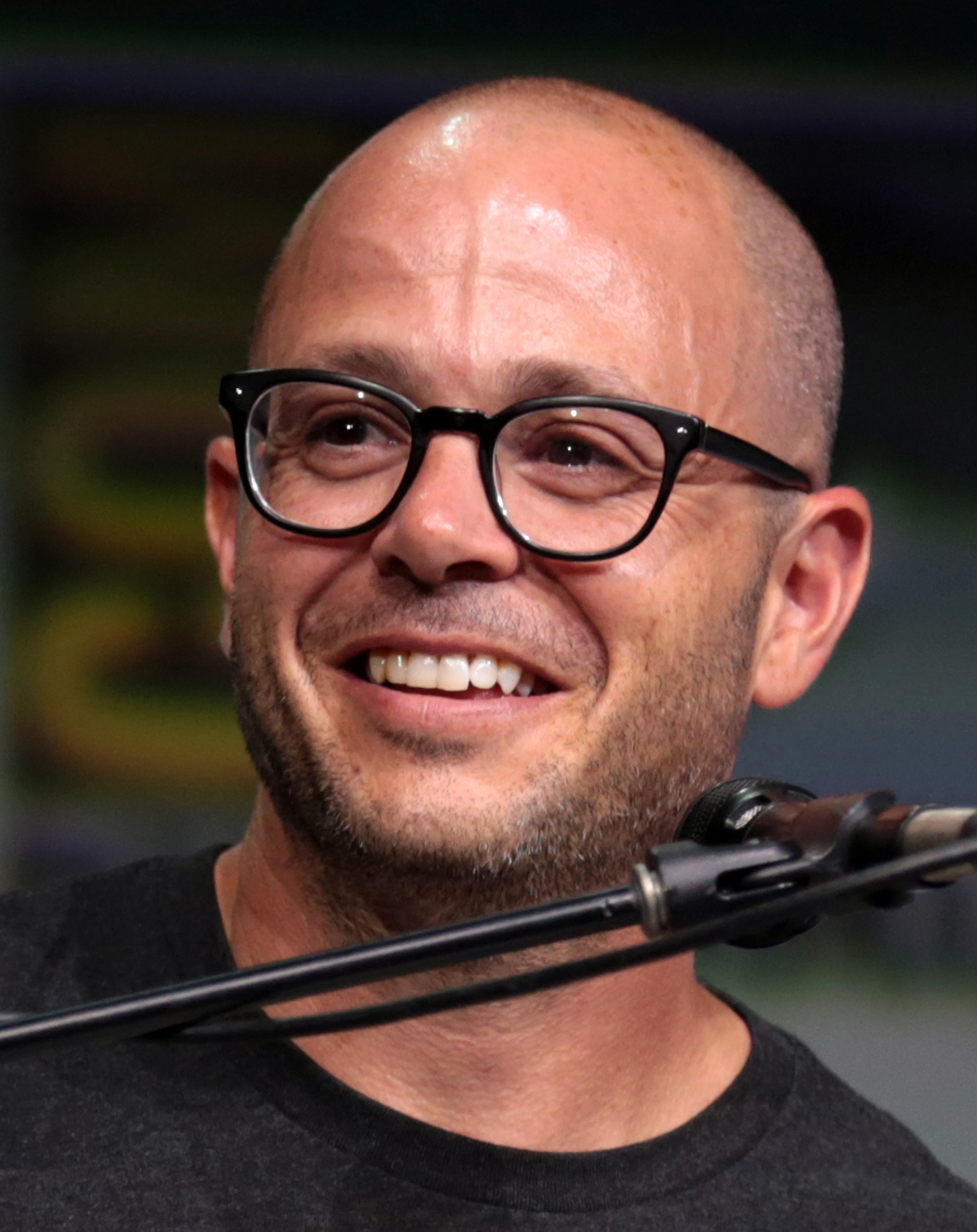
Damon Lindelof serve como criador e roteirista da série de TV

Por junho de 2017, HBO tinha começado negociações com Damon Lindelof como Snyder não estava mais envolvido com a produção. De acordo com Lindelof, ele tinha estado longamente interessado em fazer um trabalho de Watchmen desde que ele tinha lido os quadrinhos como um adolescente, e tinha sido abordado para escrever isso ao menos duas vezes antes, mas rejeitou as ofertas como elas surgiram curtamente seguindo o filme de Snyder e sentiu que ele não poderia melhorar isso. No ínterim, ele desenvolveu a série da HBO, The Leftovers, que exibiu de 2014 até 2017. The Leftovers foi encontrado com alta aclamação, e levou ainda para outra oferta para escrever uma série de Watchmen, qual Lindelof então aceitou.
A escrita para a série começou em 19 de setembro de 2017. No dia seguinte, HBO oficialmente deu a luz verde para produção para um piloto e bem como roteiros de backup adicionais. Nicole Kassell foi anunciada como a diretora e produtora executiva para o piloto de Lindelof em 30 de janeiro de 2018. O piloto foi filmado ao redor de junho de 2018 em locações ao redor de Atlanta, Geórgia.
Em 17 de agosto de 2018, HBO deu a luz verde para uma temporada completa de Watchmen, programando a estreia em 2019. Devido ao tempo entre filmar o piloto e os episódios remanescentes, um novo pessoal de produção tinha sido trazida a bordo, e Kassell permaneceu a diretora para o segundo episódio para providenciar continuidade necessária. A data de estreia da série, 20 de outubro de 2019, foi anunciada em 3 de setembro de 2019.
Enquanto HBO não tem ainda confirmado uma segunda temporada, Lindelof afirmou que se houvesse aqui, ele não iria provavelmente estar de volta por isso, mas ao invés ter outro produtor para dar o passo a diante para contar outra história situada neste universo. Lindelof disse que ele sentiu que o show "não era minha história" e que "Esses nove episódios são um tipo de todas as coisas que eu tenho para dizer em este ponto sobre Watchmen". Lindelof criou a primeira temporada para ser uma história completa, na mesma maneira que cada temporada de Fargo e True Detective onde cada uma contém histórias. Seguindo a transmissão do final da primeira temporada, Lindelof ainda disse que a história que ele contou durante a temporada foi cada coisa que ele poderia colocar para frente sobre Watchmen, com um definitivo início, meio, e fim. Entretanto, ele concordou com HBO que Watchmen deveria ser tratado como uma série de continuação, e não descartou fora retornar, mas que iria querer tempo para desenvolver uma história compeleta similar antes de cometer.
Os créditos do show identificam a obra como baseada nos personagens co-criados por Dave Gibbons, quem junto com Alan Moore escreveram os quadrinhos Watchmen. Devido a um desentendimento com a DC Comics, Moore tem pedido para que seu nome não seja mais associado com qualquer produção de filme de suas obras daquele período, incluindo para o filme Watchmen. Lindelof tinha tentado entrar em contato com Moore para obter sua bênção para o show mas foi rejeitada. Gibbons, entretanto, foi um ativo contribuinte para o show, providenciando ilustrações no mesmo estilo como da série limitada.

### Roteiro
Lindelof afirmou que sua visão para a série foi para ser um "remix" da série de quadrinhos. Enquanto o show é uma sequela para os quadrinhos, ele queria fazer uma história própria que se sentisse parte daquele universo sem criar um reboot, e fez a certeza que isso foi aparente desde o primeiro episódio. Ele afirmou essa ideia em uma carta aberta para os fãs postada em 22 de maio de 2018. Lindelof tinha concebido Angela como a personagem central onde cada coisa envolve ao redor, então para qualquer uso do personagem da série limitada tinha que ajudar na história de Angela para que então ela iria permanecer em foco. Para aquele fim, eles haviam estabelecido que personagens como o doutor Manhattan, Laurie Blake e Adrian Veidt eram necessários para apoiar a descoberta de Angela de seu legado. Eles haviam considerado também incluir Dan Dreiberg, o segundo Nite Owl, mas Lindelof queria ter um equilíbrio justo de personagens antigos e novos dentro do programa, e achava que a adição de Dan teria inclinado o equilíbrio muito longe. dos novos personagens. Eles consideraram o destino de Dan como parte dos materiais adicionais "Peteypedia" criados pelos roteiristas do programa, nos quais Dan permanece na prisão depois que ele e Laurie foram presos por vigilância no passado, e se recusaram para aceitar a oferta do FBI de trabalhar com eles como Laurie tinha feito.
Lindelof usou sua experiência de seus shows passados para traçar fora a temporada antes de escrever, afirmando "What I've learned over time is you need to know the answers to the mysteries...If you don't know those, you’re lost. Every time you come to an intersection, you won’t know whether to turn left or right." Os roteiristas tinham estabelecido alguns dos mistérios-chave da temporada em escrever para o enredo, tais como Hooded Justice sendo Will Reeves e Cal sendo Doctor Manhattan, mas como esses estavam para ser revelações para os personagens no temporada e a audiência veio mais tarde no processo de escrita. Dez episódios foram originalmente planejados para a primeira temporada. Após completar o sexto episódio, "This Extraordinary Being", Lindelof sentiu que a história estava mais perto de seu encerramento em vez que como um ponto médio, e que se eles continuassem por quatro episódios adicionais, um deles iria ter sido filler, e ao invés optou para concluir a história com três episódios. O episódio omitido iria provavelmente ter cobrido mais a história de fundo de Lady Trieu, de acordo com Lindelof, embora isso não iria ter sido exclusivamente devotado para aquele tópico. Em vez disso, parte desse material foi coberto em conversações dentro do sétimo episódio "An Almost Religious Awe".
Lindelof optou para abrir o piloto no motim racial de Tulsa em 1921, um evento que ele se tornou ciente após ler o artigo de The Atlantic, "The Case for Reparations" escrito por Ta-Nehisi Coates em 2014. Lindelof, curioso quanto aos tumultos, encontrou que há muito pouca informação sobre eles, e se esforçou para aprender mais. Isso foi ao redor do tempo que ele tinha sido abordado novamente para escrever para a série Watchmen, e sentiu que o massacre e suas implicações para o presente da realidade alternativa, iriam providenciar um fator equivalente que o Doomsday Clock tinha sido para a original série de quadrinhos, e usou o conflito racial como um elemento central da série. Ele acreditou que isso iria também ajudar mais pessoas a aprender sobre o evento de 1921, e fez a certeza que isso fosse representado precisamente, incluindo o uso de ataques áereos para destruir o Greenwood District.
Uma série dentro da série, American Hero Story, foi usada para contar a suposta história de fundo de um dos heróis máscarados originais, Hooded Justice. Lindelof disse que o show foi designado para ser comparável para as séries American Horror Story e American Crime Story de Ryan Murphy, e tinha mesmo considerado trazer dentro Murphy para interpretar ele mesmo como o produtor de American Hero Story. Ele optou contra isso, mas ainda tratou American Hero Story como um trabalho de Murphy, e tomando sua produção para ser de alguma forma secretiva e reclusiva, como Murphy.

### Escolha do elenco
Em 23 de maio de 2018, foi anunciado que Regina King, Don Johnson, Tim Blake Nelson, Louis Gossett Jr., Adelaide Clemens, e Andrew Howard tinham se juntado ao elenco do piloto. Ao menos um dos atores foi esperado para ter sido elencado em um potencial papel recorrente. Em junho de 2018, foi reportado que Jeremy Irons, Tom Mison, Frances Fisher, Jacob Ming-Trent, Yahya Abdul-Mateen II, e Sara Vickers tinham sido elencados no piloto. Em 7 de agosto de 2018, foi anunciado que Dylan Schombing, Adelynn Spoon, e Lily Rose Smith tinham juntado ao elenco do piloto. Em novembro de 2018, foi reportado que Jean Smart tinha sido elencado em um papel principal e que James Wolk iria aparecer em uma capacidade recorrente. Adicionalmente, foi confirmado que Irons iria retratar Adrian Veidt / Ozymandias, que Nelson iria retratar um recém-criado personagem nomeado Looking Glass, e que Vickers e Mison iriam se juntar ao elenco. Em janeiro de 2019, foi anunciado que Hong Chau e Dustin Ingram tinham sido elencados em papéis recorrentes.
As performances do elenco durante o piloto e outras cenas influenciaram episódios posteriores na escrita do programa. Ao filmar Irons para o piloto, Lindelof e sua equipe descobriram que ele levou o personagem Veidt em uma direção cômica, algo que não é sugerido pela série limitada. Eles reconheceram que este era "um tratamento um pouco absurdo e ridículo do personagem" que funcionou para o papel de Veidt na série, e ficou preso ao escrever os episódios posteriores.
Enquanto os relatórios de julho de 2019 sugeriram que o ator Robert Redford iria interpretar uma versão fictícia dele mesmo na série, Lindelof afirmou mais tarde que o real Redford não iria aparecer no show; o uso de Redford é um tributo para os quadrinhos onde isso é sugerido que Redford estava se posicionando para Presidente, em muito do mesmo modo que o ator Ronald Reagan se tornou Presidente.

### Música

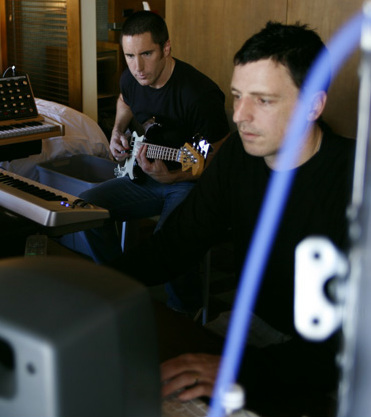
A música para a série é composta por Trent Reznor (esquerda) e Atticus Ross

Trent Reznor e Atticus Ross de Nine Inch Nails foram anunciados como os compositores da série em 20 de setembro de 2018. Em considerar a música da série, Lindelof tinha considerado usar Reznor e Ross como eles não tinham composto para a televisão antes. Por coincidência, quando Lindelof sugeriu o par para a HBO, HBO reportou que os dois tinham estado em contato com a rede sobre fazer a música apenas uns poucos dias antes, como eles eram grandes fãs de Watchmen. Reznor afirmou que ele e Ross foram também fãs do trabalho prévio de Lindelof e assim procuraram oferecer seus serviços para o show. Reznor e Ross tinham já preparado peças para o episódio piloto antes das filmagens, permitindo Lindelof em melhor incorporar isso no piloto. De acordo com Reznor, suas composições inciais estavam ambientadas para "um tipo de tom preguiçoso, agressivo" para o show, mas adaptaram para a série como isso mudou o tom ao longo da primeira temporada.
Em adição para novas composições, o show empregava música licenciada selecionada pela supervisora musical Liza Richardson. As canções frequentemente se ligam aos elementos narrativos do show, que também foi feito na série limitada. Várias músicas do musical  Oklahoma!  são usadas, dado o cenário do show em Tulsa. "A God Walks into Abar", no qual o Doctor Manhattan, de pele azul, é introduzido, usou várias músicas com temas em torno da cor azul, como "Rhapsody in Blue" e "The Blue Danube". O episódio final "See How They Fly" incorpora muitas das frases incomuns de The Beatles, "I Am the Walrus" em seus elementos visuais.
Em parceria com a primeira temporada, Reznor e Ross planejam em lançar três álbuns de música do show em ambos álbuns de vinil e através de serviços de streaming. O primeiro volume foi lançado em 4 de novembro, com o seguinte volume lançado em 25 de novembro, e o terceiro volume para ser lançado em 16 de dezembro de 2019.

### Filmagens
A fotografia principal para o piloto começou em 1 de junho de 2018, em Atlanta, Geórgia. Ao longo do mês, as filmagens ocorreram em cidades e municípios adicionais da Geórgia, incluindo Macon, Fayetteville, Newnan, Palmetto, Brooks, Griffin, Georgia e Tucker. Em outubro de 2018, as filmagens para o restante da primeira temporada começaram na Geórgia. Locações de filmagens naquele mês incluíram Palmetto, Brookhaven, Peachtree City, Decatur, e a estação MARTA em Chamblee. Em novembro de 2018, a gravação moveu para locais tais como Palmetto, Chamblee, McDonough, e a estação West Lake MARTA. Em dezembro de 2018, a produção estava trabalhando fora de Union City, Newnan, e o Georgia World Congress Center. A gravação interior foi filmada no Atlanta Metro Studios em Union City. Em abril de 2019, o episódios 6 & 7 foram filmado em Downtown Griffin, Geórgia.
A filmagem das cenas da mansão de campo foi tratada como uma produção separada, similar em natureza para a narrativa em quadrinhos de Tales of the Black Freighter dentro do romance gráfico original Watchmen. Filmagens dessas cenas tomaram lugar em setembro de 2018 em Gales no Penrhyn Castle. Essas foram completadas antes da maioria dos roteiros dos episódios remanescentes estivessem terminados, de acordo com o ator Tom Mison. De acordo com Lindelof, essas cenas são "a ideia em fazer uma história de fuga com Adrian Veidt que é mais como Wile E. Coyote and the Road Runner que isso foi Escape from Alcatraz, que sentiu muito delicioso para não fazer". Até o terceiro episódio, HBO não tinha identificado o personagem de Irons como Veidt, mas apenas como "Lord of a Country Manor". Lindelof escolheu em manter a identidade de Veidt um segredo em parte para anular tendo o show sendo considerado uma sequela dos quadrinhos, bem como em manter com o mistério do conto de história usado pelos quadrinhos, em quais a identidade de Rorschach não é revelada até o meio do caminho através da série.

### Marketing
O primeiro teaser para a série, nomeado "Tick Tock", foi primeiro exibido em 8 de maio de 2019.

## Recepção

### Resposta crítica
"I wanted to kind of make this like, 'Yeah, this is what Batman would be in the real world.' But I had forgotten that actually to a lot of comic fans that smelling, not having a girlfriend—these are actually kind of heroic [traits]. So actually, sort of, Rorschach became the most popular character in Watchmen. I meant him to be a bad example, but I have people come up to me in the street saying, 'I am Rorschach! That is my story!' And I'll be thinking, 'Yeah, great, can you just keep away from me and never come anywhere near me again for as long as I live?'"

—Alan Moore, criador original de Watchmen sobre a inesperada recepção de Rorschach como um herói
Watchmen tem recebido abrangente aclamação crítica. No website agregador de revisões, Rotten Tomatoes, a série tem um 96% de "certified fresh" baseado em 92 revisões, com uma classificação média de 8.49/10. O consenso da crítica do website afirma: "Vigoroso e arrepiante, Watchmen não é sempre fácil visualizar, mas em adicionar novas camadas de contexto cultural e um anfitrião de personagens complexos, isso habilmente constrói em sua fonte material para criar uma impressionante identidade própria." No Metacritic, isso tem uma pontuação média pesada de 85 de 100, baseada em 32 críticas, indicando "aclamação universal".
The Daily Beast identificou que muitas dessas reviews estavam insatisfeitas com como o show tratou a original graphic novel, várias quais estavam focadas no impacto que Rorschach teve na narrativa da série de televisão. Moore havia escrito Rorschach para ser uma interpretação extrema de vários personagens de Steve Ditko, tais como The Question e Mr. A, quais Ditko tinha usado para promover o Objetivismo, dos quais Moore fez de Rorschach um personagem de extrema-direita baseado nessa filosofia, e nunca pretendeu que Rorschach fosse considerado o herói de Watchmen. Enquanto muitos têm concordado com o uso de Rorschach pela série de televisão como um elemento na política de direita e em grupos de supremacia branca, alguns fãs têm dito que o show não respeita Rorschach como um herói, e têm chamado a série "uma utopia próxima do despertar de hoje ", entre outros comentários.

### Classificações
| № | Título                                       | Exibição original      | Rating/share (18–49) | Audiência (em milhões) | DVR (18–49)    | Audiência em DVR (milhões) | Total (18–49)  | Audiência total (em milhões) |
| - | -------------------------------------------- | ---------------------- | -------------------- | ---------------------- | -------------- | -------------------------- | -------------- | ---------------------------- |
| 1 | "It's Summer and We're Running Out of Ice"   | 20 de outubro de 2019  | 0.3                  | 0.799                  | N/A            | N/A                        | N/A            | N/A                          |
| 2 | "Martial Feats of Comanche Horsemanship"     | 27 de outubro de 2019  | 0.3                  | 0.765                  | N/A            | 0.704                      | N/A            | 1.470                        |
| 3 | "She Was Killed by Space Junk"               | 3 de novembro de 2019  | 0.2                  | 0.648                  | 0.3            | 0.732                      | 0.5            | 1.381                        |
| 4 | "If You Don't Like My Story, Write Your Own" | 10 de novembro de 2019 | 0.2                  | 0.707                  | 0.3            | 0.721                      | 0.5            | 1.429                        |
| 5 | "Little Fear of Lightning"                   | 17 de novembro de 2019 | 0.3                  | 0.752                  | por determinar | por determinar             | por determinar | por determinar               |
| 6 | "This Extraordinary Being"                   | 24 de novembro de 2019 | 0.2                  | 0.620                  | por determinar | por determinar             | por determinar | por determinar               |
| 7 | "An Almost Religious Awe"                    | 1 de dezembro de 2019  | 0.3                  | 0.779                  | por determinar | por determinar             | por determinar | por determinar               |
| 8 | "A God Walks into Abar"                      | 8 de dezembro de 2019  | 0.3                  | 0.822                  | por determinar | por determinar             | por determinar | por determinar               |
| 9 | "See How They Fly"                           | 15 de dezembro de 2019 | 0.3                  | 0.935                  | por determinar | por determinar             | por determinar | por determinar               |

### Visualização da audiência
De acordo com HBO, o primeiro episódio de Watchmen teve mais que 1.5 milhão de visualizadores na primeira noite através da televisão e serviços de streaming, a mais forte performance de estreia para a rede. A primeira transmissão do episódio, às 9 p.m. EDT, teve 800,000 visualizadores, fazendo disso o episódio de estreia mais visto para qualquer show de cabo premium em 2019. O segundo episódio caiu para cerca de 1.3 milhão de visualizadores através de primeira noite com 765,000 assistindo a primeira transmissão, embora isso foi considerado uma forte performance como o show exibiu ao lado de Game 5 da 2019 World Series.
Partindo do episódio 6, HBO reportou 7 milhões de visualizadores até a data, fazendo isso a nova série mais vista da HBO desde Big Little Lies. Em adição isso tem contribuído para a maior visualização digital para uma série recém-lançada desde Westworld. HBO estima que a visualização da estreia da noite de domingo representa apenas 10% de toda a visualização total por um episódio, para o efeito de palavra de boca que tem trazido novos visualizadores para o show, com o primeiro episódio tendo um total de 9.6 milhões de visualizadores partindo de 4 de dezembro de 2019.

### Prêmios
| Ano  | Prêmio                                  | Categoria                                                                               | Nomeado(s) | Resultado | Ref.   |
| ---- | --------------------------------------- | --------------------------------------------------------------------------------------- | --- | --------- | ------ |
| 2019 | American Film Institute Awards          | Television Programs of the Year                                                         | Watchmen | Venceu    | [ 87 ] |
| 2019 | Clio Awards                             | Television/Streaming: Teaser                                                            | "Tick Tock" | Venceu    | [ 88 ] |
| 2019 | Critics' Choice Television Awards       | Best Drama Series                                                                       | Watchmen | Indicado  | [ 89 ] |
| 2019 | Critics' Choice Television Awards       | Best Actress in a Drama Series                                                          | Regina King | Venceu    | [ 89 ] |
| 2019 | Critics' Choice Television Awards       | Best Supporting Actor in a Drama Series                                                 | Tim Blake Nelson | Indicado  | [ 89 ] |
| 2019 | Critics' Choice Television Awards       | Best Supporting Actress in a Drama Series                                               | Jean Smart | Venceu    | [ 89 ] |
| 2019 | Satellite Awards                        | Best Television Series – Genre                                                          | Watchmen | Indicado  | [ 90 ] |
| 2019 | Satellite Awards                        | Best Actress – Television Series Drama                                                  | Regina King | Indicado  | [ 90 ] |
| 2019 | Screen Actors Guild Awards              | Outstanding Performance by a Stunt Ensemble in a Television Series                      | Watchmen | Indicado  | [ 91 ] |
| 2019 | Society of Composers & Lyricists Awards | Outstanding Original Score for a Television or Streaming Production                     | Trent Reznor & Atticus Ross | Indicado  | [ 92 ] |
| 2019 | Writers Guild of America Awards         | New Series                                                                              | Lila Byock, Nick Cuse, Christal Henry, Branden Jacobs-Jenkins, Cord Jefferson, Jeff Jensen, Claire Kiechel, Damon Lindelof, Stacy Osei-Kuffour, Tom Spezialy e Carly Wray | Venceu    | [ 93 ] |
| 2019 | Writers Guild of America Awards         | Drama Series                                                                            | Lila Byock, Nick Cuse, Christal Henry, Branden Jacobs-Jenkins, Cord Jefferson, Jeff Jensen, Claire Kiechel, Damon Lindelof, Stacy Osei-Kuffour, Tom Spezialy e Carly Wray | Indicado  | [ 93 ] |
| 2020 | Emmy Awards 2020                        | Melhor série limitada                                                                   | Watchmen | Venceu    | [ 94 ] |
| 2020 | Emmy Awards 2020                        | Melhor ator em minissérie ou telefilme                                                  | Jeremy Irons | Indicado  | [ 94 ] |
| 2020 | Emmy Awards 2020                        | Melhor atriz em minissérie ou telefilme                                                 | Regina King | Venceu    | [ 94 ] |
| 2020 | Emmy Awards 2020                        | Melhor ator coadjuvante em minissérie ou telefilme                                      | Yahya Abdul-Mateen II | Venceu    | [ 94 ] |
| 2020 | Emmy Awards 2020                        | Melhor ator coadjuvante em minissérie ou telefilme                                      | Jovan Adepo | Indicado  | [ 94 ] |
| 2020 | Emmy Awards 2020                        | Melhor ator coadjuvante em minissérie ou telefilme                                      | Louis Gossett Jr. | Indicado  | [ 94 ] |
| 2020 | Emmy Awards 2020                        | Melhor atriz coadjuvante em minissérie ou telefilme                                     | Jean Smart | Indicado  | [ 94 ] |
| 2020 | Emmy Awards 2020                        | Melhor Direção numa minissérie, telefilme ou especial dramático                         | Steph Green (por "Little Fear of Lightning") | Indicado  | [ 94 ] |
| 2020 | Emmy Awards 2020                        | Melhor Direção numa minissérie, telefilme ou especial dramático                         | Nicole Kassell (por "It's Summer and We're Running Out of Ice") | Indicado  | [ 94 ] |
| 2020 | Emmy Awards 2020                        | Melhor Direção numa minissérie, telefilme ou especial dramático                         | Stephen Williams (por "This Extraordinary Being") | Indicado  | [ 94 ] |
| 2020 | Emmy Awards 2020                        | Melhor Roteiro em minissérie, filme ou especial dramático                               | Damon Lindelof e Cord Jefferson (por "This Extraordinary Being") | Venceu    | [ 94 ] |
| 2020 | Emmy Awards 2020                        | Melhor Elenco em Série Limitada ou Filme                                                | Victoria Thomas e Meagan Lewis | Venceu    | [ 94 ] |
| 2020 | Emmy Awards 2020                        | Cinematografia em Série Limitada ou Filme                                               | Xavier Grobet (por "Little Fear of Lightning") | Indicado  | [ 94 ] |
| 2020 | Emmy Awards 2020                        | Cinematografia em Série Limitada ou Filme                                               | Gregory Middleton (por "This Extraordinary Being") | Venceu    | [ 94 ] |
| 2020 | Emmy Awards 2020                        | Melhor Figurino em Série de Fantasia ou Sci/Fi                                          | Sharen Davis e Valerie Zielonka (por "It's Summer and We're Running Out of Ice")                                                                                          | Venceu    | [ 94 ] |
| 2020 | Emmy Awards 2020                        | Melhor Design de Abertura                                                               | Paul Mitchell, Olga Midlenko, Maciek Sokalski, Gabe Perez e Benjamin Woodlock                                                                                             | Indicado  | [ 94 ] |
| 2020 | Emmy Awards 2020                        | Composição Musical em Série Limitada ou Filme                                           | Trent Reznor e Atticus Ross (por "It's Summer and We're Running Out of Ice")                                                                                              | Venceu    | [ 94 ] |
| 2020 | Emmy Awards 2020                        | Supervisão de Trilha Sonora                                                             | Lisa Richardson | Indicado  | [ 94 ] |
| 2020 | Emmy Awards 2020                        | Melhor Trilha Original                                                                  | "The Way It Used to Be" – Trent Reznor e Atticus Ross (por "This Extraordinary Being")                                                                                    | Indicado  | [ 94 ] |
| 2020 | Emmy Awards 2020                        | Melhor Design de Produção por Série de Época ou Fantasia (Uma hora ou mais)             | Kristian Milsted, Jay Pelissier e Edward McLoughlin (por "An Almost Religious Awe")                                                                                       | Indicado  | [ 94 ] |
| 2020 | Emmy Awards 2020                        | Melhor Edição de Imagem por uma Série Limitada ou Filme filmada com câmera de mão única | David Eisenberg (por "It's Summer and We're Running Out of Ice") | Indicado  | [ 94 ] |
| 2020 | Emmy Awards 2020                        | Melhor Edição de Imagem por uma Série Limitada ou Filme filmada com câmera de mão única | Anna Hauger (por "This Extraordinary Being") | Indicado  | [ 94 ] |
| 2020 | Emmy Awards 2020                        | Melhor Edição de Imagem por uma Série Limitada ou Filme filmada com câmera de mão única | Henk Van Eeghen (por "A God Walks Into Abar") | Venceu    | [ 94 ] |
| 2020 | Emmy Awards 2020                        | Edição de Som em Série Limitada ou Filme                                                | Brad North, Harry Cohen, Jordan Wilby, Tiffany S. Griffith, Antony Zeller, A.J. Shapiro, Sally Boldt, Zane Bruce e Lindsay Pepper (por "This Extraordinary Being")        | Venceu    | [ 94 ] |
| 2020 | Emmy Awards 2020                        | Mixagem de Som em Série Limitada ou Filme                                               | Douglas Axtell, Joe DeAngelis e Chris Carpenter (por "This Extraordinary Being")                                                                                          | Venceu    | [ 94 ] |
| 2020 | Emmy Awards 2020                        | Efeitos Visuais                                                                         | Erik Henry, Matt Robken, Ashley J. Ward, David Fletcher, Mathieu Raynault, Bobo Skipper, Ahmed Gharraph, Emanuel Fuchs e Francois Lambert (por "See How They Fly")        | Indicado  | [ 94 ] |
| 2020 | TCA Awards                              | Programa do ano                                                                         | Watchmen | Venceu    | [ 95 ] |
| 2020 | TCA Awards                              | Melhor Minissérie ou Filme para TV                                                      | Watchmen | Venceu    | [ 95 ] |
| 2020 | TCA Awards                              | Interpretação Individual em Drama                                                       | Regina King | Venceu    | [ 95 ] |
| 2020 | TCA Awards                              | Melhor Nova Série                                                                       | Watchmen | Venceu    | [ 95 ] |
| 2021 | Gotham Awards                           | Melhor Série de TV (Acima de 40 minutos por episódio)                                   | Damon Lindelof, Tom Spezialy, Nicole Kassell, Stephen Williams e Joseph E. Iberti                                                                                         | Venceu    | [ 96 ] |